# Англтон
Англтон (англ. Angleton) — город, расположенный на юго-востоке штата Техас (США), примерно в 70 км южнее Хьюстона. Англтон является окружным центром округа Бразория. Согласно Бюро переписи населения США, по переписи 2010 года население Англтона составляло 18 862 человека.

## История
Англтон был основан в 1890 году Льюисом Рэндольфом Брайаном-старшим (Lewis Randolph Bryan, Sr.) и Фаустино Кибером (Faustino Kiber). Он был назван в честь жены генерального менеджера железнодорожной компании Velasco Terminal Railway. Почтовый офис в Англтоне появился в 1892 году.
В 1896 году по результатам голосования жителей округа было решено, что центр округа будет перемещён из города Бразория в Англтон. В 1897 году в Англтоне было построено двухэтажное здание окружного суда (это здание сохранилось до настоящего времени и используется в качестве музея).
В 1897 году в Англтоне было построено двухэтажное кирпичное здание школы, а также были построены здания для открывшегося в городе Университета Южного Техаса (англ. University of South Texas), но всё это было разрушено во время Галвестонского урагана 1900 года. После этого университет был закрыт, а для школы было выстроено новое двухэтажное кирпичное здание, которое было разрушено ураганом 1909 года. Впоследствии здание школы было построено заново.
12 ноября 1912 года жители Англтона проголосовали за придание ему городского статуса (англ. city). Было избрано руководство города во главе с мэром Ф. М. Харвином (англ. F. M. Harvin). В 1913 году была сделана попытка перенести центр округа обратно в город Бразория, но большинство проголосовало за то, чтобы окружным центром остался Англтон.
В 1940 году в Англтоне было построено новое пятиэтажное здание окружного суда, а в 1976 году к нему была добавлена пятиэтажная пристройка.
Хотя изначально Англтон служил торговым центром для преимущественно сельскохозяйственной продукции (хлопка, кукурузы, скотоводческой продукции и пр.), в последующие годы он стал банковским центром, а также местом дислокации отделений крупных промышленных компаний (нефтехимических и других).

## Население
Согласно переписи населения 2010 года, в Англтоне проживали 18 862 человека, включая 6923 домашних хозяйств.
Расовый состав:
- 71,7% белых (включая 30,5% латиноамериканцев)
- 12,4% афроамериканцев
- 0,6% коренных американцев
- 1,1% азиатов
- 2,9% принадлежащих к двум или более расам

Возрастное распределение: 28,0% младше 18 лет (из них 7,4% младше 5 лет), 60,1% от 18 до 64 лет, и 11,9% возраста 65 лет и старше. На каждые 100 женщин было 92,3 мужчин (то есть 52,0% женщин и 48,0% мужчин).

## География
Англтон находится на юго-востоке штата Техас (США), примерно в 70 км южнее Хьюстона и в 30 км от побережья Мексиканского залива.

## Климат
| Показатель                    | Янв.  | Фев. | Март | Апр. | Май   | Июнь  | Июль  | Авг. | Сен.  | Окт.  | Нояб. | Дек. | Год    |
| ----------------------------- | ----- | ---- | ---- | ---- | ----- | ----- | ----- | ---- | ----- | ----- | ----- | ---- | ------ |
| Абсолютный максимум, °C       | 25    | 28   | 29   | 33   | 33    | 37    | 38    | 37   | 35    | 34    | 29    | 26   | 38     |
| Средний суточный максимум, °C | 17,5  | 18,9 | 22,2 | 25,6 | 28,9  | 32,3  | 32,9  | 33,4 | 31,2  | 27,7  | 22,8  | 18,5 | 26,0   |
| Средний суточный минимум, °C  | 6,6   | 8,4  | 11,1 | 15,1 | 19,4  | 22,3  | 23,1  | 22,8 | 20,5  | 15,4  | 10,8  | 7,4  | 15,3   |
| Абсолютный минимум, °C        | −11   | −13  | −2   | 3    | 11    | 13    | 18    | 19   | 11    | 5     | −3    | −7   | −13    |
| Норма осадков, мм             | 114,3 | 73,7 | 88,9 | 63,5 | 101,6 | 144,8 | 116,8 | 91,4 | 152,4 | 134,6 | 114,3 | 96,5 | 1292,9 |
| Источник: www.weatherbase.com |       |      |      |      |       |       |       |      |       |       |       |      |        |

## Образование
Школы города принадлежат Англтонскому независимому школьному округу (англ. Angleton Independent School District).

## Транспорт
- Автомобильное сообщение
  - Основные автомобильные дороги, пересекающие Колдспринг:
    -  Шоссе 35 штата Техас (англ. State Highway 35) подходит к Колдспрингу с запада (со стороны Уэст-Коламбии[англ.]) и продолжается на северо-восток, к Алвину[англ.].
    -  Шоссе 288 штата Техас (англ. State Highway 288) проходит вдоль западной оконечности Англтона с севера (от Хьюстона) на юг, в сторону Фрипорта[англ.].

## Фотогалерея
|  |  |  |  |  |